# Argentina sialis
Argentina sialis is een  straalvinnige vissensoort uit de familie van zilversmelten (Argentinidae). De wetenschappelijke naam van de soort is voor het eerst geldig gepubliceerd in 1890 door Gilbert.
De soort staat op de Rode Lijst van de IUCN als niet bedreigd, beoordelingsjaar 2008.